# Acacia loeta
Acacia loeta é uma espécie de leguminosa do gênero Acacia, pertencente à família Fabaceae.